# سكوت فورستر
سكوت فورستر (بالإنجليزية: Scott Forster)‏ هو لاعب كرة قاعدة أمريكي، ولد في 27 أكتوبر 1971 في فيلادلفيا في الولايات المتحدة.

## وصلات خارجية
- سكوت فورستر على موقعبيزبول رفرنس.كوم (الدوري الرئيسي) (الإنجليزية)
- سكوت فورستر على موقعبيزبول رفرنس.كوم (الدوري الثانوي) (الإنجليزية)